# Celestin Tomić
O. Celestin (Dinko Bruno) Tomić, OFMConv (Vis, 6. listopada 1917. – Zagreb, 23. rujna 2006.) bio je hrvatski katolički svećenik, franjevac konventualac i bibličar.

## Životopis

### Trinaesto dijete
Potječe iz brojne obitelji viških težaka. Dinko Bruno rođen je 6. listopada 1917., kao najmlađe od trinaestoro djece. Nakon školovanja u rodnom Visu, stupa u Red franjevaca konventualaca, čije je fratre upoznao kao dječak, ministrirajući u samostanskoj crkvi sv. Jere na viškom poluotoku Prirovo.

### U sjemeništu
Kao dvanaestogodišnji školarac Dinko Bruno odlazi 1929. u sjemenište franjevaca konventualaca, koje se tada nalazilo u slovenskom samostanu Ptuj, gdje su se školovali kandidati tada još jedinstvene Provincije sv. Jeronima u Jugoslaviji. U Ptuju je proveo pet gimnazijskih godina, da bi 1934. novicijat započeo u zagrebačkom samostanu Svetoga Duha. Tom prigodom Dinko Bruno, kao franjevac konventualac, uzeo je redovničko ime Celestin (Rajko).

### Studij
Katolički bogoslovni fakultet u Zagrebu upisao je 1937. godine. Nakon dvije godine diplomirao je iz filozofske grupe. U međuvremenu je 13. listopada 1938. položio doživotne zavjete i time se definitivno opredijelio za Red franjevaca konventualaca. Nakon četvrtog semestra bogoslovije u Zagrebu, u studenom 1941., zbog opasnosti od rata i gladi, zajedno s ostalim kolegama iz iste Provincije sv. Jeronima, poslan je na daljnji studij u Rim. Ondje je nakon nekoliko godina, na Papinskom teološkom fakultetu sv. Bonaventure, završio studij bogoslovije. U međuvremenu je 19. prosinca 1942. u Rimu zaređen za svećenika.

### U Rimu
Nakon redovitoga teološkog studija u Rimu trebao se vratiti u domovinu, ali je kapitulacijom Italije 1943. taj povratak bio onemogućen. Nastavivši teološku specijalizaciju, na istom rimskom učilištu, o. Celestin doktorirao je iz teologije 19. listopada 1945., kada je i promaknut u doktora teologije. Odlukom tadašnjega vrhovnog poglavara Reda franjevaca konventualaca, Amerikanca o. Bede Hessa, velikog prijatelja nekih profesora biblijskog učilišta Biblicum, o. Celestin je upisao biblijski studij, iako je sam bio skloniji specijalizirati istočno bogoslovlje. U to vrijeme u Rimu je bilo više hrvatskih redovnika koji su specijalizirali biblijske znanosti (isusovac Schmidt, franjevci Augustinović i Melada), s kojima će o. Celestin kasnije biti trajno povezan. Magisterij na Biblicumu položio je 5. srpnja 1946., da bi se uskoro vratio u domovinu.

### Profesor u Splitu
U Split odlazi 1947., gdje do 1953. predaje Sveto pismo i biblijske jezike na Visokoj bogoslovnoj školi. Kao definitor Zagrebačke kustodije premješten je u Zagreb, gdje na Katoličkom bogoslovnom fakultetu 1953. počinje predavati biblijske jezike i neke predmete iz Svetog pisma. Bio je više puta prodekan i dekan navedenog fakulteta, a 1988. je umirovljen. O. Celestin je ujedno predavao razne biblijske predmete i na Filozofsko-teološkom institutu Družbe Isusove u Zagrebu, od 1970. do 1994. Novakinjama sestara karmelićanki na zagrebačkom Vrhovcu i novakinjama sestara milosrdnica u Frankopanskoj u Zagrebu kroz dugi niz godina svakog tjedna je tumačio razne biblijske tekstove.

### Biblijski lektor
Kada je pokrenut veliki projekt izdavanja novog prijevoda Biblije na hrvatskom jeziku, o. Celestin je surađivao kao biblijski lektor u većini knjiga Starog zavjeta. Pripremio je i uvodne napomene uz mudrosne knjige Starog zavjeta. Zagrebačka izdavačka kuća Stvarnost realizirala je taj projekt, a prvo se izdanje pojavilo na hrvatskom tržištu 1968., da bi potom uslijedio niz novih izdanja. Njih je uskoro kao izdavač preuzela Kršćanska sadašnjost iz Zagreba. O. Celestin je kao biblijski redaktor surađivao i prilikom izdavanja Novog zavjeta u redakciji Dude i Fućaka (1973.) te kao biblijski revizor svih hrvatskih lekcionara koje crkveni službenici koriste u bogoslužju.

### Peritus, Iudex ex officio
Nadbiskup Franjo Kuharić imenovao je o. Celestina teološkim stručnjakom za postupak proglašenja blaženim sluge Božjega Alojzija Stepinca. U okviru svog rada Tomić je kao ekspert predao svoja mišljenja za gotovo sve knjige i arhivsku građu u tom postupku. Kao teološki stručnjak proveo je dvije godine u Rimu pripremajući "Informaciju" za navedenu kauzu beatifikacije.

### U Provinciji
Kao član Hrvatske provincije franjevaca konventualaca o. Celestin je obavljao mnoge odgovorne službe. Bio je više puta definitor Provincije (član uprave), a u jednom trogodištu bio je i vikar Provincije. Petnaestak godina u Zagrebu je bio odgojitelj bogoslova, studeneta teologije. Od prvih godina izlaženja časopisa Glasnik sv. Antuna, kasnijega (i današnjega) Veritasa, član je uredničkog vijeća tog mjesečnika, u kojemu je počeo stalno surađivati potkraj 1964., da bi se njegova suradnja nastavila sve do smrti. Pišući za mjesečnik o. Celestin je dobio poticaj da počne objavljivati svoja djela biblijskog karaktera. U tome je bio neobično plodan. Objavio je pedesetak tiskanih djela, uglavnom u izdanju Hrvatske provincije franjevaca konventualaca, ali i nekih drugih izdavača (Kršćanska sadašnjost, Glas Koncila…). Objavio je i veliki broj stručnih članaka biblijskog karaktera, u brojnim znanstvenim, ali i popularnim časopisima i glasnicima.

### Spe gaudentes
U povodu 80. obljetnice rođenja o. Celestina Tomića, u listopadu 1997., na zagrebačkom Svetom Duhu upriličena je prigodna akademija. Tom prilikom predstavljen je zbornik radova, objavljen u čast slavljeniku, pod naslovom Spe gaudentes - U nadi radosni. Sam o. Celestin je predložio navedeni naslov. Njime počinje i jedan od najvažnijih koncilskih dokumenata. "Kršćanska nada i radost moraju preplaviti prijelomnice povijesti, kao što je i naš prijelaz iz drugoga i treće kršćansko tisućljeće, unatoč brojnim tmastim oblacima koji zamagljuju obzorja crkvenih, društvenih, obiteljskih i pojedinačnih vidika. Nije uostalom bilo ništa vedrije ni u Pavlovo vrijeme, pa je taj neumorni Apostol naroda smatrao potrebnim pozvati svoje vjernike da se unatoč svemu raduju u nadi: Spe gaudentes!" (usp. Rim 12, 12)

## Pisani trag oca Celestina

### Knjige
Nakon što je u listopadu 1945. u Rimu doktorirao iz teologije obranivši tezu Il mistero di Cristo secondo S. Ignazio Martire (Misterij Krista kod sv. Ignacija mučenika), u Rimu je 1954. tiskan separat ove teze, a pod naslovom L'intima natura della vita cristiana secondo S. Ignazio Martire (Intimna narav kršćanskog života kod sv. Ignacija mučenika). Petnaestak godina nakon doktorske radnje o. Celestin započinje objavljivati brojna djela gotovo isključivo biblijske tematike.
Za potrebe studenata ciklostilom su umnožena ova djela:
1. Pristup Bibliji. Opća introdukcija u Sveto pismo (1969.)
2. Poruka spasenja Staroga zavjeta (1970.)
3. Biblijska teologija obitelji (1972.)
4. Biblijska poruka povijesti spasenja (1972.)
5. Knjige mudrosti (1973.)

Dio ove građe bit će uključen u knjige koje uskoro počinju izlaziti u sve užem vremenskom rasponu:
1. Evanđelja djetinjstva Isusova (1971.)
2. Psalmi. Kratki uvod i komentar (1973.)
3. Uzvišena tajna. Ljubav i obitelj u biblijskoj i liturgijskoj poruci (1974.)
4. Marijina poruka (1975.)
5. Gospina krunica (1976.)
6. Prapovijest spasenja (1977.)
7. Praoci Izraela (1978.)
8. Ivan Krstitelj (1978.)
9. Izlazak (1979.)
10. U Zemlju obećanja (1980.)
11. Petar - Stijena (1980.)
12. Tajna vjere (1981.)
13. Savao Pavao (1982.)
14. Davidovo doba (1982.)
15. Poruka spasenja Sv. Pisma Starog zavjeta (1983.)
16. Marija Majka (1984.)
17. Ilijino vrijeme (1985.)
18. Pristup Bibliji (1986.)
19. Psalmi (drugo, prošireno izdanje, 1986.)
20. Veliki proroci (1987.)
21. Marija, Majka vjere (1988.)
22. Začeci židovstva (1988.)
23. Vrijeme iščekivanja (1989.)
24. Isus iz Nazareta: Bog s nama (1990.)
25. Isus iz Nazareta: Prorok i Krist (1991.)
26. Isus iz Nazareta: Gospodin slave (1992.)
27. Počeci Crkve: Petar prvak apostola (1994.)
28. Počeci Crkve: Pavao apostol naroda (1995.)
29. Počeci Crkve: Ivan evanđelist ljubavi (1995.)
30. Otkrivenje sv. Ivana apostola (1997.)
31. Alojzije kardinal Stepinac, nadbiskup zagrebački: Propovijedi, govori, poruke (1941-1946) (1996.)
32. Duhovni lik Bl. Alojzija Stepinca, mučenika (2001.)
33. Bl. Alojzije Stepinac, marijanski biskup (2003.)
34. Veliča - Magnificat (2004.)
35. Stol Riječi (I.): Biblijske poruke svagdanjih čitanja, vrijeme došašća i božićno vrijeme, korizmeno i vazmeno vrijeme (2004.)
36. Stol Riječi (II.): Biblijske poruke svagdanjih čitanja, vrijeme kroz godinu od 1. do 17. tjedna (2004.)
37. Stol Riječi (III.): Biblijske poruke svagdanjih čitanja, vrijeme kroz godinu od 18. do 34. tjedna (2004.)
38. Stol Riječi (IV.): Biblijske poruke nedjeljnih čitanja, god. A (2004.)
39. Stol Riječi (V.): Biblijske poruke nedjeljnih čitanja, god. B (2005.)
40. Stol Riječi (VI.): Biblijske poruke nedjeljnih čitanja, god. C (2006.)
41. Moć pisane riječi: Blaženi Alojzije Stepinac i katolički mediji (2006.)

Nakon njegove smrti izdana su i ova djela:
1. Vjera i postojanje sotone (2006.)
2. Marija u svom vremenu (2007.)
3. Oče naš (2007.)
4. Ministerijalno svećenstvo u životu i učenju blaženoga Alojzija Stepinca (2009.)

### Neobjavljena građa
Osim toga, o. Celestin je ostavio dosta neobjavljene građe, a pripravljene za tisak. Radi se o 52 cjeline koje se mogu objaviti kao knjige, tj. o ukupno 5.979 stranica, odnosno o još znatno većem broju kartica teksta. U taj popis svakako se ubraja i golemi opus (oko 1.000 stranica, tj. više od 3.000 kartica) životopisa bl. Alojzija Stepinca, zatim nekoliko Duhovnih vježbi, razmatranja o redovništvu i drugo.

### Prilozi u časopisima i listovima
O. Celestin Tomić počeo se javljati u katoličkim glasilima kao mladi bogoslov. Tako je već 1939. godine počeo redovito surađivati u mjesečniku Svetište sv. Antuna, koji su u Zagrebu tridesetih godina prošlog stoljeća počeli izdavati franjevci konventualci. U tom glasilu o. Celestin potpisuje 37 priloga, sve do 1943., kada se nalazi u Rimu, a suradnja je zbog ratnih neprilika jako otežana. Potom, pod pritiskom zabrana i zapljena, Crkva je prisiljena šutjeti i katolički tisak u potpunosti zamire. Tek šezdesetih godina, najavom Drugoga vatikanskog sabora, koji se vremenski podudara s određenim popuštanjem državnih institucija s obzirom na Katoličku crkvu, vjerski tisak ponovno počinje svoje buđenje. Tome je doprinio i nešto mlađi subratu o. Celestina, o. Ivon Ćuk, koji o Uskrsu 1962. pokreće Glasnik sv. Antuna Padovanskoga. Time katolički tisak počinje svoj ponovni rast i u tome o. Celestin pronalazi mjesto svojeg apostolata širenja i tumačenja Božje riječi. Tijekom 1964. u Glasniku sv. Antuna počinje objavljivati seriju biblijskih članaka na temu "Blaženstava", da bi potom slijedio niz na temu Gospodnje molitve "Očenaša". Suradnja o. Celestina u mjesečniku Veritas - Glasnik sv. Antuna Padovanskoga potrajala je sve do njegove smrti. U četrdesetak godina suradnje u Veritasu  je objavljeno čak 750 priloga, gotovo isključivo biblijskog sadržaja.
O. Celestin je surađivao i u drugim popularnim listovima, a posebno u znanstvenim časopisima Katoličke crkve u Hrvata. U istom vremenskom razdoblju objavio je stručne biblijske radove u Bogoslovskoj smotri (17 priloga), Obnovljenom životu (31), Crkvi u svijetu (13) i Posvećenom životu (5). Dosta je priloga napisao za razne zbornike u počast znamenitijim hrvatskim ljudima ili događajima.

## Drugi o njemu…
Drago mi je da svojim pisanjem nastojite približiti našem svijetu (i svećenicima) na zgodan način ono što nam biblijska Objava govori de Historia salutis (o Povijesti spasenja, op. ur.). Knjiga se lako i s interesom čita, jer je tekst protkan podacima iz arheologije, vanbiblijske literature i profane povijesti. Nadam se da će mnogi posegnuti za njom. Dao Vam Bog potrebnu snagu da svoj plan privedete kraju ostalim knjigama… Vaše knjige, u kojima prikazujete povijest spasenja, ispunjavaju jednu veliku prazninu u našoj religioznoj literaturi. To nije obično prepričavanje sadržaja svetih knjiga. To je živo prikazivanje, koje odaje veliko poznavanje svetih knjiga. To je živo prikazivanje, koje odaje veliko poznavanje ne samo svetih knjiga, nego također nebiblijskih izvora, stare povijesti i arheologije… - kardinal Franjo Šeper
O. Celestin Tomić obogatio je našu Crkvu nizom djela koja su plod njegova poniznog poniranja u Riječ Božju. On je sav u Svetom pismu i ono je proželo njegove misli i njegovo vrijeme da vjerom Crkve čita i vjerom Crkve tumači i vjerom Crkve otkriva neiscrpivo bogatstvo Božje objave. Čitanje njegovih knjiga je privlačno, zanimljivo i obogaćuje dušu jednostavno iznesenim sadržajima. Duši pruža sigurnost vjere. - kardinal Franjo Kuharić
"Tomićeve knjige se ne odlikujejo samo po širokem znanju in temeljitem spoznanju vsakovrstne biblične problematike, temveč se posebno odlikujejo po jasnosti. Tomić ostaja jasen tudi takrat kadar je predmet raziskovanja tak, da zahteva posebni umski napor. To nareja njegove knjige razumljive, poučne in vabljive… Tomićeve knjige nas bogato seznanjajo (formirajo). Ker seznanjanja tudi pojasnjuje, nas njegove knjige tudi oblikujejo (formirajo). Zaradi tega dvojnega učinka upravičeno trdimo, da je Tomić ekseget odrešenjske zgodovine." - dr. France Rožman
Na kraju, reći ću i to! Treba čovjek živjeti ovoliko godina, koliko je meni, da napokon nedavno u "Katekizmu Katoličke Crkve" (str. 42) pročitam riječi sv. Grgura, odmah na početku: "Scriptura crescit cum legente - Pismo raste sa svojim čitateljem!" Zato Sveto pismo nije mrtvo slovo. Kako je samo čudesno raslo s Dinkom, Celestinom Tomićem! Kakav se to rast riječi Božje događao u njemu pa nam je, uza svu svoju znanstvenu upućenost u Sveto pismo, sve to predao na jedan čitak, prilagođen, pobudan način! - dr. Bonaventura Duda

## O. Celestin govori o samome sebi
O. Celestin je nerado govorio o sebi i o svojem djelu. Ipak, pri predstavljanju zbornika "Spe gaudentes" - "U nadi radosni", objavljenog u povodu 80. obljetnice njegova života, iznio je nekoliko zanimljivih misli i prosudbi o sebi i svojem radu:

Biblija je jedina Božja riječ

Koliko sam mogao i znao, nastojao sam svaku knjigu i svaku značajnu glavu približiti široj javnosti. Nisam htio ni želio ovim tumačenjima nadomjestiti čitanje biblijskog teksta i razmatranje nad njim, nego samo da bude pomagalo za lakše i plodonosnije čitanje Biblije, koja je jedina Božja riječ.

Uzimao sam Bibliju:

- kao kristovsku knjigu: Stari i Novi zavjet jedna su knjiga, i ta jedna knjiga jest Isus Krist;

- kao duhovsku knjigu: Sveto pismo je nastalo po Duhu Svetom i može se shvatiti samo na toj valnoj dužini, u istom Duhu;

- kao knjigu Crkve: Biblija je blago, miraz, knjiga Crkve. Božja riječ čini Crkvu i Crkva čini Božju riječ. Kao i Bogorodica, i Crkva je 'prebivalište Riječi'. Naći Krista u Bibliji, Krista Objave, možemo samo u Crkvi. Budući da je Duh Sveti u Crkvi, jedino ona spasenjski tumači Bibliju. Stoga sam nastojao vrednovati predaju Crkve u tumačenju Svetoga pisma, tj. oce, učiteljstvo Crkve i crkvene sabore, posebno Drugi vatikanski, i enciklike velikih biblijskih papa: Leona XIII., Pija X., Pija XI., Ivana XXIII., Pavla VI. i sadašnjega Svetog Oca, Ivana Pavla II.

Više homiletski

Nisam propuštao ni jedno pitanje, pa ni ona 'vruća' na biblijskom području. Ali se nisam upuštao u znanstvena raspravljanja, niti nastupao apologetski (iako Novi zavjet ima apologetsku značajku), pogotovo ne konfrontacijski. Biblijsku poruku iznosio sam više homiletski, oslanjajući se na mišljenja uvaženih bibličara i teologa, posebno na nauk crkvenog Učiteljstva i na smjernice papa i crkvenih kongregacija.

Imao sam dobru volju

Ima dosta nedorečenosti i propusta. Nisam imao biblijskog lektora, koji bi mi dobro došao. Imao sam dobru volju pomoći Božjem narodu, da bolje shvati, uzljubi i zavoli Bibliju, da mu ona postane djelić njegova života. Koliko sam u tome uspio, prepuštam prosudbi čitatelja.

Iz intervjua s fra Celestinom, koji je objavljen u Veritasu – Glasniku sv. Antuna Padovanskoga (2/2002), a koji je s njim vodio fra Josip Blažević, na pitanje odakle zaljubljenost u Bibliju, fra Celestin odgovara:

"Tajna" zaljubljenosti jest drugovanje s Biblijom. Da ona ne bude knjiga među knjigama, nego doista Knjiga, Knjiga Isusa Krista, kako sam na početku rekao. Ljubav se rađa i produbljuje bliskošću, prisnošću, tako i ljubav prema Bibliji. Ona mora biti moja ljubav, moj najvjerniji prijatelj, zaručnica duše moje; moja Knjiga razmatranja, molitve, osobnog susreta s Gospodinom koji mi se objavljuje, moja najuzvišenija molitva. Čitanje Biblije mora biti molitva, razgovor s mojim Gospodinom. I naći ćemo u susretu s Isusom smisao svojeg života, riješit ćemo svoje životne probleme, naći spokoj i mir svojeg srca, radost i blaženstvo.

## Štovanje
Na Provincijskom kapitulu Hrvatske provincije sv. Jeronima franjevaca konventualaca u svibnju 2018. godine prihvaćen je prijedlog za pokretanje procesa za njegovu beatifikaciju i kanonizaciju.
Molitva za dobivanje milost po njegovu zagovoru:
»Presveto Trojstvo, Oče, Sine i Duše Sveti, udijeli mi milost (...) za koju te molim po zagovoru fra Celestina Tomića. Molim te, dobri Bože, da proslaviš fra Celestina Tomića proglašenjem blaženim i svetim te nam tako postane primjer i uzor kako trebamo nasljedovati Tvoga Sina, Isusa Krista i živjeti po Evanđelju.«

## Vanjske poveznice
Mrežna mjesta
- Radovi Celestina Tomića  Arhivirana inačica izvorne stranice od 21. kolovoza 2021. (Wayback Machine) na portalu Hrčak